# نارینیو (انتیوکیا)
نارینیو (انگلیسی: Nariño, Antioquia) نام شهری در کشور کلمبیا است.